# 다계통군

온혈동물은 조류와 포유류의 두 계통으로 이루어진 다계통군이다.

다계통군(多系統群, 영어: polyphyletic taxon)은 서로 다른 조상에서 출발해서 별도의 진화를 거친 분류군이다. 반대로 하나의 공통 조상에서 시작한 분류군은 단계통군이라고 한다.
예를 들어 온혈동물은 포유류와 조류의 두 계통을 포함하지만, 포유류와 조류의 공통 조상은 냉혈동물이다. 체온의 항온성은 포유류의 조상과 조류의 조상에서 독자적으로 진화되었다. 원생동물이나 조류, 무척추동물 등도 다계통군의 예이다.
진화론이 나온 이후, 다계통군은 자연 분류가 아니라 배제되고 있다. 일단 단계통군이 아니라고 생각되는 경우, 분류 체계를 재검토하는게 보통이다. 만약 측계통군이라면 해당 분류군을 인정하기도 하지만, 다계통군으로 판단되면, 별도의 분류군으로 나눈다. 다계통군은 일부 분류군을 떼어내거나, 공통 조상을 포함하도록 조정되기도 한다.

## 같이 보기
- 계통학
- 분지학
- 단계통군
- 측계통군